# 小行星3147
小行星3147（3147 Samantha）是一颗围绕太阳公转的小行星。1976年12月16日，柳德米拉·切爾尼赫在克里米亚发现了此天体。
該小行星以美國學生珊曼莎·史密斯命名。
这颗小行星的绝对星等为243.80337等。